# Sol-Angel and the Hadley St. Dreams
Sol-Angel and the Hadley St. Dreams – drugi studyjny album amerykańskiej piosenkarki Solange Knowles, wydany 26 sierpnia 2008 roku przez Geffen Records i Music World Music.

## Lista piosenek
1. "God Given Name" – 2:51
2. "T.O.N.Y." – 3:54
3. "Dancing in the Dark" – 3:57
4. "Would've Been the One" – 4:30
5. "Sandcastle Disco" – 4:28
6. "I Decided, Part 1" – 4:13
7. "Valentine's Day" – 3:26
8. "6 O'Clock Blues" – 3:37
9. "Ode to Marvin" – 3:15
10. "I Told You So" – 3:56
11. "Cosmic Journey" (feat. Bilal) – 6:11
12. "This Bird" – 6:07
13. "I Decided, Part 2" (remix by Freemasons) – 4:00

Bonus track - iTunes Edition
1. "White Picket Dreams" – 4:22

Bonus track - UK/Circuit City Edition
1. "ChampagneChroniKnightcap" – 4:09